# Institut der Länder Asiens und Afrikas
Das Institut der Länder Asiens und Afrikas (russisch Институт стран Азии и Африки Institut stran Asii i Afriki) ist ein Institut an der Lomonossow-Universität Moskau, das dem Studium der Sprachen Asiens und Afrikas gewidmet ist. Es wurde 1956 als Institut der Orientalischen Sprachen gegründet und erhielt 1972 den heutigen Namen.

## Bekannte Absolventen (Auswahl)
- Jewgeni Primakow (1929–2015), Geheimdienstler, Diplomat und Politiker; Indologie
- Swetlana Bersina (1932–2012), Afrikanistin
- Alexei Simonow (* 1939), Autor, Regisseur und Menschenrechtsaktivist; Indonesistik
- Ingrid Wessel, Historikerin und Südostasienwissenschaftlerin; Indonesistik
- Wladimir Schirinowski (1946–2022), Politiker; Turkologie
- Alexei Malaschenko (1951–2023), Islamwissenschaftler und Politikwissenschaftler
- Boris Akunin (* 1956), Kriminal- und Historienschriftsteller; Japanologie
- Jewgeni Kisseljow (* 1956), Fernsehjournalist; Orientalistik und Geschichte
- Andrei Korotajew (* 1961), Anthropologe und Historiker
- Dmitri Peskow (* 1967), Diplomat und Regierungssprecher
- Pawel Gusterin (* 1972), Arabist und Islamwissenschaftler
- Wladimir Tichonow (* 1973), Koreanist und Historiker